# Храм Иоанна Предтечи (Калуга)
Храм Святого Пророка Иоанна Предтечи — православный храм в Калуге. Относится к Калужской епархии Русской православной церкви. Каменное здание церкви построено в 1735 году, восстановлено после пожара в 1763-м. В 1929 году — закрыт, возвращён епархии в 1995-м. Является архиерейским подворьем.
Главный престол освящён в честь праздника Усекновения главы Иоанна Предтечи.

## История
Церковь была поставлена на выезде из Калуги, на большой Московской дороге. В описи 1685 года значится деревянной. В 1735 году на её месте строится каменный храм в стиле «аннинского барокко». Во время пожара в городе в 1754 году церковь сильно пострадала, были утрачены вся утварь и иконы, за исключением образа Иоанна Крестителя. Спустя десять лет, в 1763 году, здание было восстановлено и расширено, в нём построены два боковых придела во имя Сергия Радонежского и святых мучеников Гурия, Самона и Авива, а стены — расписаны живописью. К храму пристроена трехъярусная колокольня, являющаяся самой ранней в Калуге из колоколен такого типа.
В 1890—1899 годах в здании проведён серьёзный ремонт: проведено духовое отопление; положен паркет (в приделах — дубовый, в алтарях — каменный); семиярусный иконостас переписан на новом полотне и старых досках по рисункам художников Васнецова, Нестерова, Маковского и Сорокина; стены церкви, оконные откосы, борта и рамы вокруг стенных изображений покрыты искусственным мрамором разных цветов; пол выстлан метлахскими плитками. На месте старой стенной живописи написаны новые картины, представляющие собой копии с изображений в храме Христа Спасителя в Москве и во Владимирском соборе в Киеве.
В 1929 или 1934 году храм был закрыт.
В 1954 году советские власти снесли алтарную часть (апсиду) храма, выходящую на Московскую улицу, как «мешающую проезду автотранспорта».
Постановлением СМ РСФСР № 1327 от 30 августа 1960 года здание объявлено памятником архитектуры и градостроительства республиканского значения. До 1995 года в нём находился колледж культуры. 7 августа 1995 храм был передан Калужской епархии.

## Архитектура
Основной объем храма построен в традиционных формах первой половины XVIII века, с хорошей, несколько замысловатой декоративной отделкой фасадов.
В основании главного храма лежит четырехугольник с многими окнами. В верхней части четырехугольника по углам стоят четыре маленькие главки, скрывающие переход к ротондообразному круглому верху, крытому круглым, полным куполом. Единственная глава усеяна звездами на голубом фоне. Окна верхней части перед куполом с наличниками из колонок и фронтончиков.
Колокольня «готическая» трехъярусная. На углах первого и второго яруса по три колонны, на последнем ярусе они соединены «стрелкой».